# Retz' klauwier
De Retz' klauwier (Prionops retzii) is een zangvogel uit de familie Vangidae (vanga's). Deze vogel is genoemd naar de Zweedse hoogleraar Anders Retzius (1796-1860) die de zwager was van de soortauteur Johan August Wahlberg.

## Verspreiding en leefgebied
Deze soort komt voor in Centraal-Afrika en telt vier ondersoorten:
- P. r. graculinus: van zuidelijk Somalië tot noordoostelijk Tanzania.
- P. r. tricolor: van oostelijk Zambia en westelijk Tanzania tot noordoostelijk Zuid-Afrika, Swaziland en Mozambique.
- P. r. nigricans: van Angola tot zuidoostelijk Congo-Kinshasa en noordwestelijk Zambia.
- P. r. retzii: van zuidelijk Angola en zuidelijk Zambia tot noordelijk Zuid-Afrika.

## Status
De grootte van de populatie is niet gekwantificeerd maar de soort wordt omschreven als schaars tot plaatselijk algemeen. Op de Rode lijst van de IUCN heeft deze soort de status niet bedreigd.